# San Giacomo di Roburent
San Giacomo di Roburent è una frazione di 247 abitanti del comune di Roburent, in provincia di Cuneo, ubicata a 1.011 m s.l.m. e rinomata località sciistica del comprensorio monregalese.
Distante dal capoluogo comunale circa 3,5 km, la nascita del primo borgo di San Giacomo si attesterebbe al XVII secolo e seguì le vicende storiche di Roburent. Lo sviluppo urbanistico odierno è avvenuto invece intorno agli anni cinquanta e sessanta del Novecento quando, con la costruzione di nuove unità abitative e ricettive, di fatto hanno unito le storiche borgate di Sant'Anna, San Giacomo, Serra e Cardini in un unico centro abitato.
L'area sciistica di San Giacomo si estende dai pendii del Bric Colmè (1297 m) al monte Alpet (1611 m), quest'ultimo raggiungibile anche da una seggiovia, formando nel complesso circa 36 km di piste da sci, di cui 5 attrezzate, due seggiovie e 6 skilift.

## Storia

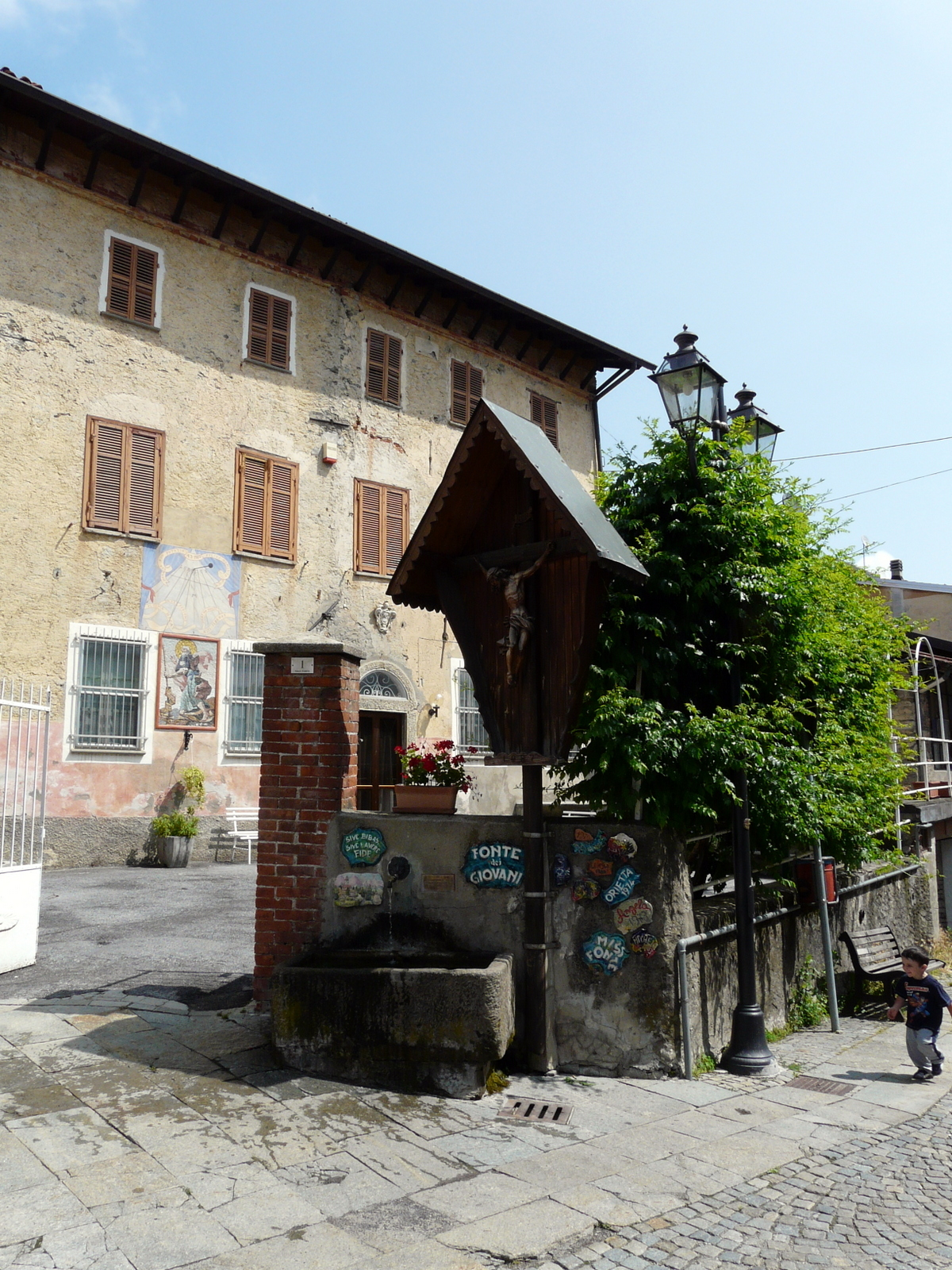
La fontana presso la parrocchiale

Un primitivo nucleo sorse probabilmente intorno ad un periodo intorno ai secoli XI e XIII e la principale economia della zona era incentrata sull'attività agricola come il taglio del fieno e degli alberi, sulla raccolta delle castagne, sulla coltivazione delle patate e altri prodotti della terra, l'allevamento del bestiame nei vasti e adiacenti pascoli di questa parte del territorio. Il primitivo paese di Pianfei - così veniva denominato quel nucleo più antico raccolto intorno alla chiesa di San Giacomo - non era poi lontano dalle due principali vie del sale e dell'olio che passavano, rispettivamente, presso le valli del torrente Ellero e del torrente Corsaglia in un collegamento commerciale dei beni da e per la Liguria e il Piemonte.
Nella vicina val Casotto venne fondata da monaci certosini una certosa che nel periodo medievale fu un importante centro di preghiera e di meditazione per i viandanti, ma anche per la popolazione delle valli vicine; gli stessi monaci, fino a tutto il XVII secolo, officiavano la messa presso la già presente cappella intitolata a san Giacomo.
Nel corso dei secoli, oltre al centro storico di Pianfei, sorsero altrettanti nuclei abitati che presero i nomi dalle varie famiglie che li fondarono e abitarono stabilmente: dei Mussi, dei Saviotti (dal cognome Savio), degli Odassi lungo la strada per la Roccia dell'Aquila, dei Rossi lungo la strada per Roburent, dei Manere (verso Corsagliola), dei Ciapè (verso Sant'Anna Collarea), del Groppignano sotto il monte Alpet. 
Fu agli inizi del XIX secolo che la località mutò l'antica denominazione Pianfei (che nel dialetto locale significa "pian delle pecore") nell'odierno toponimo San Giacomo; nello stesso periodo - il 16 luglio 1800 - la locale chiesa settecentesca venne eretta a parrocchia. Nel 1836, attraverso un lascito del nativo don Giovanni Odasso, e l'interessamento del parroco locale don Carlo Restagno, venne aperta la prima scuola pubblica gratuita (non statale) per l'istruzione primaria dei bambini del paese; la scuola, gestita sin dalle origini dalla curia locale, passò nel 1881 alle competenze dello Stato e quindi del Comune di Roburent. 
Nel terremoto del febbraio 1887 il paese registrò alcuni danni materiali alle case e alla chiesa parrocchiale. Sul finire dell'Ottocento e l'inizio del Novecento iniziarono i primi miglioramenti dei vari collegamenti stradali di San Giacomo con i vicini centri che fino ad allora erano garantiti da mulattiere e sentieri: la stessa carrozzabile per il capoluogo Roburent venne costruita intorno al 1892, mentre negli anni sessanta furono allargate le due provinciali per Sant'Anna Collarea (Montalto di Mondovì) e Serra di Pamparato. 
Altri servizi primari come l'elettricità e il telefono arrivarono, rispettivamente, nel 1934 e nel 1954; l'acquedotto, che giunse per la prima volta sul finire dell'Ottocento inizialmente a Pianfei, venne migliorato e ampliato su tutto il territorio sangiacomese negli anni cinquanta. Il primo servizio di collegamento autolinea da e per San Michele Mondovì venne avviato nel 1937 (e ripreso dal 1954 dopo la pausa della seconda guerra mondiale). Con la realizzazione delle seggiovie Giardina (1962) e Sapel (1964), precedute dai primi servizi ricettivi e di pernottamento, San Giacomo divenne dagli anni sessanta una delle principali località turistiche invernali ed estive del territorio monregalese.

## Monumenti e luoghi d'interesse

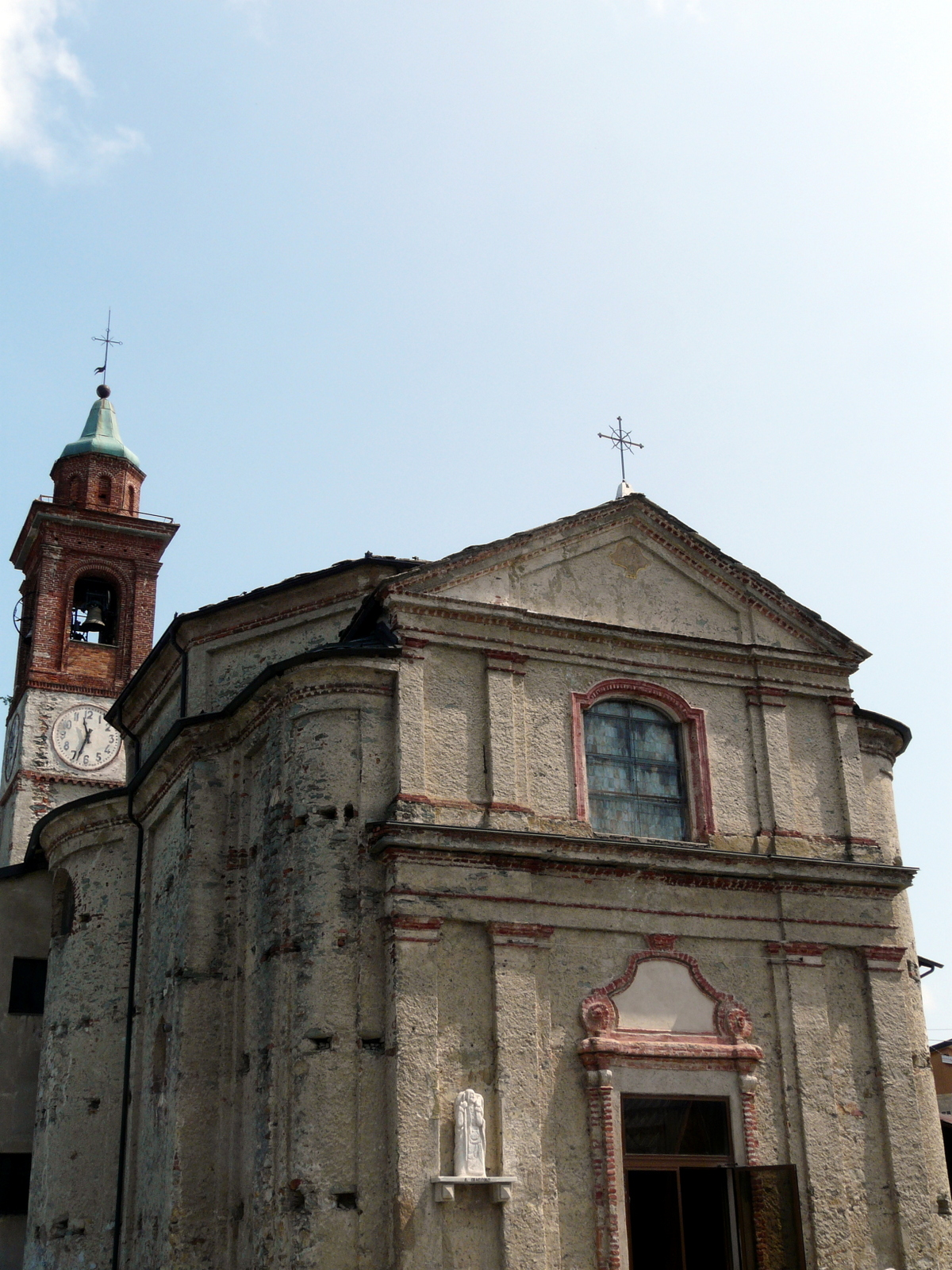
La chiesa parrocchiale di San Giacomo

### Architetture religiose
- Chiesa parrocchiale di San Giacomo. L'attuale edificio religioso, in puro stile barocco piemontese, fu costruito nel 1735 su disegno dell'architetto Francesco Gallo. Anticamente, sul luogo dell'odierna chiesa, era presente un pilone votivo verso l'apostolo Giacomo.

## Cultura

### Eventi
- Festa patronale di san Giacomo, il 25 luglio.
- Castagnata nel mese di ottobre.

## Infrastrutture e trasporti
San Giacomo di Roburent è attraversata dalla strada provinciale 183, la quale si collega con la provinciale 35 a Montaldo di Mondovì, verso ovest, e la provinciale 178 a Pamparato ad est.
Il casello di Niella Tanaro sull'autostrada A6 è l'uscita autostradale più utile per raggiungere la destinazione, mentre la stazione di Mondovì è la fermata più vicina sulla linea Torino-Fossano-Savona.

## Sport

### Ciclismo
San Giacomo di Roburent è stata una tappa di arrivo del Giro d'Italia:
| Anno | Tappa | Partenza                | km  | Vincitore di tappa | Maglia rosa       |
| ---- | ----- | ----------------------- | --- | ------------------ | ----------------- |
| 1977 | 12ª   | Santa Margherita Ligure | 160 | Wilmo Francioni    | Michel Pollentier |